# Ž

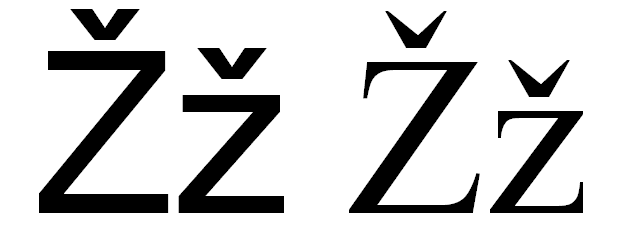
Visualizzare il grafema della lettera

Ž (minuscolo: ž) è la 25ª lettera dell'alfabeto sloveno, la 30ª lettera dei caratteri bosniaci, croati e latino serbo; la 42ª lettera del ceco; la 19ª lettera dell'estone; la 29ª lettera dell'alfabeto sami; la 33ª lettera del lettone; la 32ª lettera del lituano; la 46ª lettera dello slovacco e la 13ª lettera dell'alfabeto turkmeno. Essa appare occasionalmente nel finnico. A parte l'estone e il turkmeno, essa è l'ultima lettera degli altri alfabeti.
La Ž è inoltre utilizzata nella traslitterazione scientifica del cirillico per la lettera Ж, come l'antico slavo ecclesiastico, il bulgaro, (7ª posizione), il serbo, il macedone, il russo e il bielorusso (8ª posizione), l'ucraino (9ª posizione), il ruteno (10ª posizione).
Nella codifica Unicode il suo valore è per la maiuscola U+017D e per la minuscola U+017E.
Essa è formata dall'aggiunta di un accento circonflesso invertito (detta nelle lingue slave "háček") alla lettera standard Z usata in molti alfabeti basati sui caratteri latini e si pronuncia (AFI) /ʒ/ in tutti gli alfabeti di cui sopra, cioè si legge in maniera simile al fonema J del portoghese e del francese, che in italiano corrisponde al suono di /ge/ in garage o /j/ in abat-jour. Fa eccezione l'alfabeto turkmeno, nel quale è pronunciata (AFI) /ʤ/. Come il suo corrispondente latino, l'alfabeto cirillico ha un simbolo specifico: Ж. Essa è usata talvolta nel sistema ISO 9:1995 di traslitterazione dall'ucraino come corrispondente della lettera Ж.